# Weberbauera lagunae
Weberbauera lagunae là một loài thực vật có hoa trong họ Cải. Loài này được (O.E. Schulz) Al-Shehbaz miêu tả khoa học đầu tiên năm 1990.